# Алена Вергова
Алена Вергова е българска актриса.

## Биография
Родена е на 22 април 2002 г. в София. Дъщеря е на актьора Юлиан Вергов и Ирина Ялъмова.
През 2021 г. е приета в специалността „Актьорско майсторство за драматичен театър“ в НАТФИЗ „Кръстю Сарафов“ при проф. Ивайло Христов и гл. асистент д-р Мирослава Гоговска.

## Актьорска кариера

### Кариера в киното и телевизията
През 2017 г. Вергова прави телевизионния си дебют в сериала „Откраднат живот“ в ролята на Алиша, когато е на 15 години.
През 2019 г. се превъплъщава в ролята на Джула във филма „Петя на моята Петя“ на режисьора Александър Косев, чиято премиера е на 21 януари 2022 г.
През март 2022 г. участва в уеб сериала „Ефектът на доминото“, с баща си Юлиан Вергов, където двамата играят фикционализирани версии на самите себе си.

## Филмография
- „Откраднат живот“ (2017) – Алиша, пациентка
- „Петя на моята Петя“ (2022) – Джула, приятелка на Петя
- „Ефектът на Доминото“ (2022) – Себе си
- „Вишнева 5“ (2022), късометражен филм